# ويلبرفورس مفوم
ويلبرفورس مفوم (بالإنجليزية: Wilberforce Mfum)‏ هو لاعب كرة قدم غاني لعب لمنتخب بلادة في ستينيات القرن العشرين وشارك مع منتخب غانا في دورات عديدة لكأس الأمم الأفريقية. و يحمل في رصيدة ثمانية أهداف لغانا في بطولات كأس الأمم الأفريقية سجلها أعوام 1963 - 1968.

## روابط خارجية
- ويلبرفورس مفوم على موقع الاتحاد الدولي (مؤرشف)  (الإنجليزية)
- ويلبرفورس مفوم على موقع ناشيونال فوتبول تيمز (الإنجليزية)
- ويلبرفورس مفوم على موقع عالم كرة القدم.نت (الإنجليزية)
- ويلبرفورس مفوم على موقع أوليمبيديا (الإنجليزية)